# Le MUR
Pour les articles homonymes, voir Mur (homonymie).
Le MUR, acronyme de modulable, urbain et réactif, est une association française fondée en 2003 et dont l’objet est  de promouvoir l’art contemporain et l’art urbain en particulier. Association française d'intérêt général, de type loi de 1901, elle a été fondée autour du peintre et sculpteur français Jean Faucheur, du situationniste Thomas Louis Jacques Schmitt dit « Thom Thom », de Malitte Matta et du collectionneur Bob Jeudy.
L'association propose à des artistes urbains, à des graffeurs, de s'exposer de manière éphémère sur un mur situé au niveau du 107 de la rue Oberkampf, dans le 11e arrondissement de Paris ; un nouvel artiste expose une œuvre toutes les deux semaines. La nouvelle œuvre remplaçant la précédente, elle perpétue ainsi le principe d'un art urbain éphémère,,.

## Historique
Selon l'entretien entre Jean Faucheur et Thomas Schmitt De mai 2000 à mars 2001, le double panneau publicitaire à l'intersection des rues Oberkampf et Saint Maur (dans le XIe arrondissement de Paris) devient un « spot » de l'art urbain parisien. Un peu comme un squat vertical, les deux panneaux « 4 par 3 » d'affichage gérés à l'époque par la société Giraudy sont brouillés. Le détournement systématique du panneau par Thomas Schmitt génère un premier cercle de rencontres : Nomad, Vast, L'Atlas, affirmant que le stree-art s'infiltre bien dans le XIIIe arrondissement, malgré des décors uniformes à la Jacques Tati où il découpait les affiches à l'angle de la Place Verte et de la Rue Oberkampf, devenu entretemps le M.U.R..
L'année suivante (mars 2001-mai 2002), Thomas Schmitt invite Jean Faucheur à venir coller une affiche sur le panneau détourné depuis presque un an. Faucheur présente alors une série d’œuvres réalisées dix ans auparavant, en commençant par une scène tricolore, Gran' Popa Scalp. C'est ensuite la série des échantillons. Le cercle s'élargit en 2002 en un collectif éphémère d'artistes. L'objectif de ce groupe, baptisé Une nuit, est de remplacer en une nuit les affiches publicitaires du 11e et 20e arrondissement par des œuvres originales de 4 mètres sur 3 réalisées dans le squatt artistique de l'association Arts et Toits. Le collectif revendique sa première action le 24 mai 2002.
En septembre 2002, et jusqu'en Janvier 2003, à l'occasion du tournage du clip de Youssou N'Dour et Pascal Obispo, So many men, le MUR est intégralement recouvert d'un papier bleu permettant l'incrustation. Une fois le tournage achevé, Thom Thom réalise un double megalogo.

### Période «Réservé aux autistes» (janvier 2003-janvier 2007)
Dans les premiers jours de 2003, le double panneau Giraudy est retiré. Un nouveau bardage est mis en place par Dauphin avec un panneau sous plexiglas côté cour et un petit panneau (200 × 150 cm) côté jardin. Ce panneau est accompagné d'un écriteau indiquant « Avis aux artistes, ce panneau vous est spécialement réservé pour donner libre cours à votre imagination. » Quelques heures après sa pose, l'écriteau est détourné par Thom Thom en « Avis aux autistes etc. »,
Cette situation persiste jusqu'en 2007. Deux nouvelles actions « une nuit » ont lieu le 9 mai 2003 puis le 20 mai 2005.
En mars 2003, les statuts de l'association MUR sont déposés. Dès lors, le projet d'un « mur-galerie » est proposé aux autorités. Le Comité de l'art dans la ville donne un avis favorable en septembre 2005.

### Première période officielle (2007-février 2009)

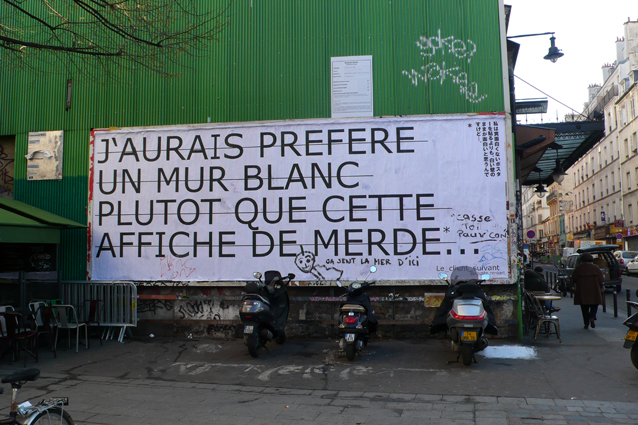
Affiche de RERO en 2008

L'inauguration officielle a lieu, en présence de Georges Sarre, le jeudi 25 janvier 2007. La première affiche « légalement collée » est signée par Gérard Zlotykamien. Un double panneau, installé par Clear Channel pour le compte de la mairie est mis en place de manière temporaire. Les travaux de restaurations sont annoncés. La dernière affiche collée sur le « MUR vert » est celle de RERO[réf. nécessaire].

### Seconde période officielle (depuis mai 2009)
Le nouveau MUR (teinte puce) entre en fonction en juin 2009 avec l'affiche phosphorescente de Pierre Huyghe qui rend hommage à Manhu, membre décédé des Frères Ripoulin. D'août à décembre, le MUR présente des affiches d'abord exposées à la Fondation Cartier lors de « Né dans la rue - Graffiti ». En octobre 2010, parait aux éditions Kitchen 93 Le MUR/The Wall, un premier livre-catalogue qui regroupe toutes les œuvres exposées officiellement depuis Gérard Zlotykamien jusqu'à Ella et Pitr.

## Le MUR en activité
Les modes d’intervention sur le panneau sont libres et multiples. Les artistes utilisent les matériaux de leur choix, comme l'aérosol, l'acrylique, la colle, l'encre. Généralement ils créent des œuvres de 3 × 8 mètres pour respecter le cadre. Cependant, ceci reste aussi un choix.
En 2009, l'association collabore  à l’exposition « Né dans la rue – Graffiti », qui s'est déroulée à la Fondation Cartier du 7 juillet 2009 au 10 janvier 2010. La Fondation Cartier a invité les artistes Alëxone, le collectif 1980, Fancie, Jean Faucheur, WK Interact, Honet, NP 77, Poch, RCF 1, Sun7 et Thom Thom à créer des œuvres en public. Ces œuvres furent exposées un mois puis affichées sur le mur d’Oberkampf.

### Exposition «400ML»
Le MUR gère aussi « 400ML Project », une exposition à l’initiative des collectionneurs Mathilde et Gautier Jourdain de bombes customisées par des artistes urbains du monde entier,. Quand Jean Faucheur offre une bombe aérosol customisée à Gautier Jourdain, ce dernier ne pensait pas qu’il consacrerait deux ans de sa vie à la réalisation de cette collection unique : 400 bombes réalisées par 400 artistes internationaux. Le titre du projet est choisi en référence à la contenance européenne standard d’une bombe aérosol (400 millilitres). Cette collection achevée, Gautier Jourdain eut l'initiative de la céder au MUR pour sa diffusion.
La bombe aérosol est l’objet fédérateur qui symbolise le mieux l’art de la rue. Tous les artistes ne l’utilisent pas. Pour autant, qu’ils soient adeptes du collage, des stickers ou des performances, tous se reconnaissent dans ce symbole. Dès lors, 400 artistes urbains emblématiques dans le monde ont accepté de travailler sur ce support. L’exposition a été montrée pour la première fois en novembre 2008 à la Maison des Métallos à Paris . Depuis cette date, « 400ML Project » est devenue une exposition itinérante.

## Engagement
Durant les législatives 2022, une fresque de Mode2 pro-NUPES es affichée sur le M.U.R. et accusée de "promotion illégale selon l’opposition de droite. Bob Jeudy a également été proche de Philippe Séguin.

## Liste (non exhaustive) des artistes présentés sur le MUR
- Si vous ne connaissez pas le sujet, laissez ce bandeau (vous pouvez alors contacter les auteurs).
- Si vous supprimez le contenu mis en cause (vous pouvez préalablement contacter les auteurs),

argumentez précisément cette suppression dans la page de discussion
(un manque de référence n'est pas un argument ; une recherche réelle de référence doit avoir été effectuée, être formellement documentée).
| Numéro de l'intervention | Nom (Prénom) de l'Artiste                        | Date de réalisation[réf. nécessaire] | Description[réf. nécessaire]                          | Sources[source insuffisante] |
| ------------------------ | ------------------------------------------------ | ------------------------------------ | ----------------------------------------------------- | ---------------------------- |
| 1                        | Zlotykamien (Gérard)                             | 25/01/2007                           | figuratif minimal                                     | [ 26 ]                       |
| 2                        | Psyckoze                                         | 10/02/2007                           | figuratif minimal                                     | [ 27 ]                       |
| 3                        | Horphé                                           | 24/02/2007                           | Lettrage                                              | [ 28 ]                       |
| 4                        | L'Atlas                                          | 10/03/2007                           | monochrome                                            | [ 29 ]                       |
| 5                        | Ox                                               | 24/03/2007                           | maxi-pointillisme                                     | [ 28 ]                       |
| 6                        | G                                                | 07/04/2007                           | installation textuelle                                | [ 29 ]                       |
| 7                        | Bensmana (Gil)                                   | 21/04/2007                           | détournement de la campagne électorale présidentielle | [ 29 ]                       |
| 8                        | Zevs                                             | 05/05/2007                           | monochrome, performance                               | [ 30 ]                       |
| 9                        | Fairey (Shepard) et WK interact                  | 19/05/2007                           | collage                                               | [ 31 ]                       |
| 10                       | Krief (Laurent)                                  | 01/06/2007                           | graffiti-cubisme                                      | [ 29 ]                       |
| 11                       | Popay                                            | 06/06/2007                           | Lettrage                                              | [ 28 ]                       |
| 12                       | Douard (David) & Landre (Samuel)                 | 30/06/2007                           | figuratif noir et blanc                               | [ 29 ]                       |
| 13                       | Babou                                            | 14/07/2007                           | figuratif couleur                                     | [ 27 ]                       |
| 14                       | Michael De Feo                                   | 28/07/2007                           | figuratif couleur (reprise de l'Olympia de Manet)     | [ 29 ]                       |
| 15                       | Louis Pavageau aka Ligne Rouge Ligne Rouge       | 11/08/2007                           | art cinétique                                         | [ 27 ]                       |
| 16                       | Hermès                                           | 25/08/2007                           | Lettrage                                              | [ 28 ]                       |
| 17                       | Hélène Laxenaire (Surfil)                        | 08/09/2007                           | image par image                                       | [ 29 ]                       |
| 18                       | Influenza                                        | 22/09/2007                           | Pictogramme                                           | [ 29 ]                       |
| 19                       | Gallego (Antonio)                                | 06/10/2007                           | Installation                                          | [ 29 ]                       |
| 20                       | C215 avec les Feebles, duo de graphistes nantais | 20/10/2007                           | Pochoir                                               | [ 28 ]                       |
| 21                       | Epsylon Point                                    | 04/11/2007                           | Pochoir                                               | [ 29 ]                       |
| 22                       | Swoon                                            | 17/11/2007                           | Collage figuratif                                     | [ 27 ]                       |
| 23                       | 9eme concept                                     | 01/12/2007                           | Installation interactive                              | [ 29 ]                       |
| 24                       | Régis-R                                          | 15/12/2007                           | Installation récupération                             | [ 28 ]                       |
| 25                       | Fuite et Versus                                  | 29/12/2007                           | Billet de banque                                      | [ 29 ]                       |
| 26                       | Héphaïstos                                       | 19/01/2008                           | Découpage                                             | [ 29 ]                       |
| 27                       | Yassine Mekhnache (Yaze)                         | 26/01/2008                           | Figuratif expressif                                   | [ 32 ]                       |
| 28                       | Tarek Benaoum                                    | 9/02/2008                            | Calligraphie                                          | [ 26 ]                       |
| 29                       | Thierry Theolier                                 | 29/02/2008                           | Monochrome                                            | [ 29 ]                       |
| 30                       | VLP                                              | 08/03/2008                           | Figuratif stylisé                                     | [ 29 ]                       |
| 31                       | Joan Ayrton                                      | 22/03/2008                           | Figuratif stylisé                                     | [ 29 ]                       |
| 32                       | Le Tone                                          | 05/04/2008                           | Mise en Abime de l'espace                             | [ 29 ]                       |
| 33                       | Pacific (Stéphane Manel)                         | 12/04/2008                           | Figuratif                                             | [ 29 ]                       |
| 34                       | Martha Cooper                                    | 19/04/2008                           | Photographie                                          | [ 29 ]                       |
| 35                       | YZ                                               | 03/05/2008                           | Figuratif noir et blanc                               | [ 29 ]                       |
| 36                       | Miss.Tic                                         | 17/05/2008                           | triptyque                                             | [ 29 ]                       |
| 37                       | Derome (Jasmin)                                  | 31/05/2008                           | Portrait statistique                                  | [ 29 ]                       |
| 38                       | Erosie                                           | 14/06/2008                           | Lettrage                                              | [ 29 ]                       |
| 39                       | Uriel Goldberg                                   | 28/06/2008                           | Abstrait                                              | [ 29 ]                       |
| 40                       | SP 38                                            | 12/07/2008                           | Slogan                                                | [ 29 ]                       |
| 41                       | Chris Lux                                        | 26/07/2008                           | Figuratif couleur                                     | [ 29 ]                       |
| 42                       | Mister Lolo                                      | 9/08/2008                            | Figuratif                                             | [ 27 ]                       |
| 43                       | Bla+                                             | 20/08/2008                           | Composition colorée                                   | [ 29 ]                       |
| 44                       | (Ctink, Czarnobyl et Pisa73)                     | 13/08/2008                           | Figuratif                                             | [ 29 ]                       |
| 45                       | Villeglé (Jacques)                               | 27/09/2008                           | Blason, alphabet sociopolitique                       | [ 33 ]                       |
| 48                       | Mire Project                                     | 2008                                 | Mires Tv                                              | [ 29 ]                       |
| 49                       | Loeilpartoo et Sixo                              | 2008                                 | Slogan                                                | [ 29 ]                       |
| 49b                      | Rero                                             | 2008                                 | Slogan                                                | [ 27 ]                       |
| 50                       | Pierre Huyghe                                    | 05/06/2009                           | Composition phosphorescente                           | [ 34 ]                       |
| 51                       | San                                              | 18/06/2009                           | Composition figurative                                | [ 28 ]                       |
| 52                       | Osta                                             | 11/07/2009                           | Paysage urbain                                        | [ 28 ]                       |
| 53                       | Fancie                                           | / /2009                              | Bas Relief                                            | [ 28 ]                       |
| 54                       | Honet                                            | 22/08/2009                           | Figuration stylisée noir et blanc                     | [ 28 ]                       |
| 55                       | Sun7                                             | 10/09/2009                           | Figuratif tachiste                                    | [ 28 ]                       |
| 56                       | Alëxone                                          | 25/09/2009                           | Narration figurative                                  | [ 29 ]                       |
| 57                       | Poch                                             | 08/10/2009                           | Pochoir                                               | [ 29 ]                       |
| 58                       | Np77                                             | 22/10/2009                           | Paysage noir et blanc                                 | [ 29 ]                       |
| 59                       | Chanoir (1980)                                   | 05/11/2009                           | Figuratif couleur                                     | [ 28 ]                       |
| 60                       | Rcf1                                             | 28/11/2009                           | Composition lettrage/figuratif                        | [ 28 ]                       |
| 61                       | Wk Interact                                      | 14/12/2009                           | Photocopie                                            | [ 29 ]                       |
| 62                       | Jean Faucheur                                    | 03/01 /2010                          | impression numérique retouchée                        | [ 28 ]                       |
| 63                       | Ludo (Nature's Revenge)                          | 21/01/2010                           | impression numérique                                  | [ 27 ]                       |
| 65                       | Fabrice et Julien                                | 13/02/2010                           | Pixel art (reprise de l'Origine du Monde de Courbet)  | [ 29 ]                       |
| 66                       | Jef Aérosol                                      | 26/02/2010                           | Pochoir                                               | [ 35 ]                       |
| 67                       | Reko                                             | 14/03/2010                           | Abstrait / Figuratif                                  | [ 29 ]                       |
| 68                       | Titi from Paris                                  | 01/04/2010                           | Figuratif                                             | [ 27 ]                       |
| 69                       | Anne-Laure Maison                                | 17/04/2010                           | Recomposition spatiale                                | [ 29 ]                       |
| 70                       | Pedro                                            | 01/05/2010                           | répétition (Rimbaud)                                  | [ 29 ]                       |
| 71                       | Nice Art                                         | 13/05/2010                           | Composition lettrage/figuratif                        | [ 29 ]                       |
| 72                       | Tanc                                             | 21/05/2010                           | Abstraction gestuelle                                 | [ 28 ]                       |
| 73                       | Ella et Pitr                                     | 22/05/2010                           | Collage peinture                                      | [ 28 ]                       |
| 74                       | Zino                                             | / /2010                              | Abstrait / Figuratif                                  | [réf. souhaitée]             |
| 75                       | A1one                                            | 26/06 /2010                          | Lettrage                                              | [ 36 ]                       |
| 76                       | Lamb                                             | 15/07/2010                           | photocopies placardées                                | [réf. souhaitée]             |
| 77                       | Paëlla Chimicos                                  | 31/07/2010                           | Figuration libre                                      | [ 27 ]                       |
| 78                       | Nick Walker                                      | 20/08/2010                           | Flop / pochoir                                        | [ 37 ]                       |
| 80                       | Ulysse Ketselidis                                | 11/09/2010                           | Figuration architecturale                             | [ 38 ]                       |
| 81                       | Above, avar Zawacki                              | 26/09/2010                           | Lettrage                                              | [ 39 ]                       |
| 82                       | PHILIPPE RIZZOTTI - NUIT BLANCHE                 |                                      |                                                       | [ 40 ]                       |
| 84                       | Speedy Graphito                                  | 27/10/2010                           | Lettrage                                              | [ 41 ]                       |
| 88                       | Jérôme Mesnager                                  | 22/01/2011                           | corps blancs                                          | [ 41 ]                       |
| 89                       | Keflione                                         | 10/02/2011                           | Figuratif                                             | [ 41 ]                       |
| 90                       | FKDL                                             | 24/02/2011                           | Collage peinture                                      | [ 27 ]                       |
| 91                       | Jana & Js                                        | 26/02/2011                           | Collage peinture                                      | [ 27 ]                       |
| 92                       | No Rules Corp                                    | 17/03/2011                           | Collage peinture                                      | [ 42 ]                       |
| 93                       | Smash 137                                        | 02/04/2011                           | Pièces/Lettrage                                       | [ 41 ]                       |
| 97                       | Dominique Larrivaz                               | 28/05/2011                           | Pièces/Lettrage                                       | [ 41 ]                       |
| 101                      | Collectif France Tricot                          | 16/07/2011                           | pièces tricotées                                      | [ 43 ]                       |
| 105                      | Neozoon                                          |                                      |                                                       | [ 44 ]                       |
| 106                      | Bustart                                          | 23/09/2011                           | pochoirs, collages figuratifs                         | [ 45 ]                       |
| 107                      | Kouka                                            | 13/10/2011                           | peinture                                              | [ 27 ]                       |
| 113                      | Stoul                                            | 26/01/2012                           | peinture                                              | [ 41 ]                       |
| 114                      | Rafael Gray                                      | 11/02/2012                           | peinture                                              | [ 41 ]                       |
| 115                      | Mardi Noir                                       | 01/03/2012                           | peinture                                              | [ 46 ]                       |
| 116                      | Kidacne                                          | 17/03/2012                           | peinture                                              | [ 47 ]                       |
| 117                      | Frères Ripoulain                                 | 01/04/2012                           | peinture                                              | [ 41 ]                       |
| 118                      | Crash                                            | 07/04/2012                           | peinture                                              | [ 48 ]                       |
| 119                      | Artiste Ouvrier                                  | 21/04/2012                           | peinture                                              | [ 49 ]                       |
| 120                      | Alber                                            | 05/05/2012                           | peinture                                              | [ 41 ]                       |
| 121                      | Vhils                                            | 19/05/2012                           | collage                                               | [ 27 ]                       |
| 121 bis                  | Le Module de Zeer                                | 26/05/2012                           | dessin                                                | [ 50 ]                       |
| 122                      | Jace                                             | 07/06/2012                           | peinture                                              | [ 27 ]                       |
| 126                      | Astro                                            | 07/06/2012                           | peinture                                              | [ 51 ]                       |
| 127                      | Shaka                                            | 07/06/2012                           | peinture                                              | [ 51 ]                       |
| 128                      | Kashink                                          | 20/09/2012                           | peinture                                              | [ 52 ]                       |
| 129                      | Katre                                            | 06/10/2012                           | collage et peinture                                   | [ 27 ]                       |
| 130                      | Smole                                            | 25/10/2012                           | peinture                                              |                              |
| 131                      | Nasty                                            | 10/11/2012                           | collage et peinture                                   |                              |
| 132                      | Les Sœurs Chevalme                               | 29/11/2012                           | collage                                               |                              |
| 133                      | Ben                                              | 14/12/2012                           | peinture                                              |                              |
| 134                      | Da Cruz                                          | 05/01/2013                           | peinture                                              |                              |
| 135                      | Rubbish                                          | 24/01/2013                           | collage                                               |                              |
| 137                      | Tania Mouraud                                    | 28/02/2013                           | peinture                                              |                              |
| 138                      | Agostino Iacurci                                 | 16/03/2013                           | peinture                                              |                              |
| 139                      | Shadee K                                         | 11/04/2013                           | peinture                                              |                              |
| 140                      | Pener                                            | 20/04/2013                           | collage                                               |                              |
| 141                      | Pro176                                           | 08/05/2013                           | graff                                                 | [ 53 ]                       |
| 142                      | David Walker                                     | 25/05/2013                           | peinture                                              |                              |
| 143                      | Seize                                            | 13/06/2013                           | peinture                                              |                              |
| 144                      | MadC                                             | 29/06/2013                           | peinture                                              | ,                            |
| 145                      | Charlie Anderson                                 | 18/07/2013                           | peinture                                              |                              |
| 146                      | Lazoo                                            | 03/08/2013                           | peinture                                              |                              |
| 147                      | Zezao                                            | 22/08/2013                           | peinture                                              |                              |
| 148                      | Zenoy                                            | 07/09/2013                           | peinture                                              |                              |
| 149                      | Jadikan                                          | 05/10/2013                           | light-painting                                        |                              |
| 150                      | Dan23                                            | 06/10/2013                           | peinture                                              |                              |
| 151                      | Cope2                                            | 26/10/2013                           | peinture                                              |                              |
| 152                      | Monsieur Qui                                     | 09/11/2013                           | collage                                               |                              |
| 153                      | Matox                                            | 23/11/2013                           | peinture                                              |                              |
| 154                      | Dix10                                            | 14/12/2013                           | peinture                                              |                              |
| 155                      | Mademoiselle Maurice                             | 25/01/2014                           | collage                                               |                              |
| 156                      | Mimi The Clown                                   | 08/02/2014                           | collage                                               |                              |
| 157                      | Fred Le Chevalier                                | 22/02/2014                           | collage                                               |                              |
| 158                      | Gilbert1                                         | 08/03/2014                           | peinture et collage                                   |                              |
| 159                      | Puppet Industries                                | 22/03/2014                           | peinture                                              |                              |
| 160                      | Sobekcis                                         | 12/04/2014                           | peinture                                              |                              |
| 161                      | Tilt                                             | 26/04/2014                           | peinture                                              |                              |
| 162                      | Hoctez & Fuga                                    | 10/05/2014                           | peinture                                              |                              |
| 163                      | Sêma Lao                                         | 24/05/2014                           | peinture                                              |                              |
| 164                      | Monsieur Plume                                   | 14/06/2014                           | peinture                                              |                              |
| 165                      | Miss Van                                         | 18/06/2014                           | peinture                                              |                              |
| 166                      | Fred Calmets                                     | 12/07/2014                           | peinture                                              |                              |
| 167                      | Etnik                                            | 26/07/2014                           | peinture                                              |                              |
| 168                      | Lady K                                           | 09/08/2014                           | peinture                                              |                              |
| 169                      | CT                                               | 23/08/2014                           | peinture                                              |                              |
| 170                      | AMOR                                             | 13/09/2014                           | peinture                                              |                              |
| 171                      | Shuck One                                        | 27/09/2014                           | peinture                                              |                              |
| 172                      | RIPO                                             | 11/10/2014                           | peinture                                              |                              |
| 173                      | Strok                                            | 25/10/2014                           | peinture                                              |                              |
| 174                      | Ceet                                             | 08/11/2014                           | peinture                                              |                              |
| 181                      | Julien Malland                                   | 07/03/2015                           | peinture                                              |                              |
| 183                      | Vinie Graffiti                                   | 11/04/2015                           | peinture                                              | ,                            |
| 184                      | Nassyo                                           |                                      |                                                       | [ 58 ]                       |
| 185                      | Jo Di Bona                                       | 18/05/2015                           | pop graffiti                                          | [ 59 ]                       |
| 186                      | Pantonio                                         | 23/05/2015                           | Peinture                                              | ,                            |
| 187                      | COMBO                                            | 13/06/2015                           | peinture                                              | [ 62 ]                       |
| 196                      | Mademoiselle Kat                                 | 2015                                 |                                                       | [ 63 ]                       |
| 330                      | 100TAUR                                          | 03/07/2021                           | peinte                                                | [ 64 ]                       |
| ?                        | Nadège Dauvergne                                 | 1er au 7 aout 2022                   |                                                       | [ 65 ]                       |
| ?                        | IOTA                                             | 1er au 7 aout 2022                   |                                                       | [ 66 ]                       |
| ?                        | Cao & Murfin                                     | 30 janvier au 4 février 2023         |                                                       | [ 67 ]                       |
| ?                        | William                                          | 8 au 13 mai 2023                     |                                                       | [ 68 ]                       |
| ?                        | Reskate                                          | novembre 2023                        |                                                       | [ 69 ]                       |
| ?                        | Loraine Motti                                    | mars 2024                            |                                                       | [ 70 ]                       |
| ?                        | CONE THE WEIRD                                   | 5 février au 11 mai 2025             |                                                       | [ 71 ]                       |